# Pasco (Washington)
Pasco è una città degli Stati Uniti d'America, capoluogo della Contea di Franklin, nello Stato di Washington.Insieme alle città di Kennewick e Richland, costituisce un'unica area metropolitana di medie dimensioni denominata Tri-Cities e che conta circa 230.000 abitanti. Si trova immediatamente a valle della confluenza del fiume Snake nel fiume Columbia, sulla cui sponda orientale vi è il limite meridionale del comune e della contea, ma non dell'area metropolitana che prosegue con la città di Kennewick.
Con una popolazione di 59.781 abitanti nel censimento del 2010 e 70.560 nel censimento del 1º aprile 2016.
A Pasco è nato, nel 1962, lo scrittore Chuck Palanhiuk.